# Feux de forêt de 2024 au Chili
Depuis début février 2024, le Chili fait face à une série de feux de forêts d'une intensité sans précédent, touchant principalement les régions de Valparaiso, et O'Higgins dans le centre du pays, mais également les régions de Maule, Biobio, La Araucania et Los Lagos, dans le sud. Les incendies dévastatrices, favorisées par une sécheresse persistante et des températures de l'été austral atteignant les 40°C, ont causé la mort d'au moins 131 personnes et détruit plus de 43 000 hectares.
Le président Boric a déclaré que c'est « la plus grande tragédie que nous ayons connu depuis le tremblement de terre de [27 février] 2010 », séisme qui a fait alors plus de 500 victimes, et assuré que le « Chili tout entier pleure Valparaiso ». Ce sont les feux de forêts les plus meurtriers qu'ait connu le Chili dans son histoire récente.

## Contexte
A cause des chaleurs estivales de l'été austral, renforcées par le phénomène El Nino, plusieurs départs de feu sont apparus entre le 31 janvier et le 3 février, surtout dans la région du centre, à une centaine de kilomètres à l'est de Santiago, et dans le Sud, dans la région des Lacs. Le pic a été atteint le 3 février, où jusqu'à 850 feux ont été signalés dans le pays. Ils se sont ensuite rapprochés des zones urbaine côtières de Valparaiso et Vina del Mar, les plus touchées, où des milliers d'habitants ont dû être évacués. Selon le dernier rapport du Service national de prévention et d'intervention en cas de catastrophe (SENAPRED), environ 165 feux étaient encore actifs début février au centre et au sud du pays.

## Causes
Depuis 2010, le Chili est en proie à des périodes sèches fréquentes et surtout de plus en plus longues, causant l'assèchement de la végétation. Depuis le début de l'année 2024, des températures extrêmes accompagnant le phénomène climatique El Nino ont été enregistrées dans tout le cône sud de l'Amérique latine, surtout dans le secteur occidental allant de l'ouest du Paraguay aux régions chiliennes bordant le Pacifique. Selon le site de Météo Paris, si les superficies brûlées au Chili en ce début 2024 sont moins importantes que les années précédentes, ces derniers feux se caractérisent par leur violence et par leur proximité avec des zones urbaines à forte densité de population. La propagation rapide des incendies cette année est causée par des vents virulents et secs en provenance du Sud du Chili, expliquant en partie l'importance des dégâts et des pertes humaines observées. Selon plusieurs organisations écologistes, si le réchauffement climatique ou la mauvaise planification urbaines peuvent être des causent possibles de la tragédie, elles pointent du doigt une exploitation forestière industrialisée basée sur « le remplacement systématique des plantations indigènes par des plantes exotiques en monocultures », favorisant les incendies, accusant le modèle de développement actuel d'écocide.

## Bilan des dégâts et victimes de la catastrophe
Les dégâts les plus importants ainsi que l'ensemble des décès ont été enregistrés dans la région de Valparaiso et de Vina del Mar. Le Service médico-légal chilien (SML) a déclaré que les violents incendies ont fait au moins 122 morts dont 32 avaient été identifiés au 4 février, d'autres sources donnent les chiffres de 131 ou de 133 morts. Dans la ville côtière de Vina del Mar, 98 % de la surface du plus grand jardin botanique du Chili ont été réduits en cendres, causant la mort de trois personnes, la responsable de la pépinière et deux personnes de sa famille qui résidaient dans le parc.